# Zakelijk recht
Met een zakelijk recht wordt een recht bedoeld dat de houder of drager ervan, de titularis genaamd, een aanspraak verleent op een zaak of een ander goed. Een zakelijk recht staat hiermee in tegenstelling tot een persoonlijk recht, dat een (rechts)persoon op basis van een afspraak met een andere persoon een aanspraak verleent op een prestatie. Het meest omvattende en volledige zakelijke recht in België en Nederland is de eigendom, een minder omvattend recht is bijvoorbeeld het recht van opstal. Aan het vestigen van een zakelijk recht zijn vormvereisten verbonden zoals het opstellen van een notariële akte en registratie in de openbare registers.

## Inleiding
Belangrijk kenmerk van een zakelijk recht is dat het zaaksgevolg heeft, ofwel "droite de suite". Een zakelijk recht blijft in juridische zin verbonden met de zaak en het recht volgt de zaak als deze in andere handen overgaat. Verder werkt een zakelijk recht tegenover iedereen, zonder onderscheid des persoons. Hierin onderscheidt het zich van een persoonlijk recht, dat juridisch is verbonden met een (rechts)persoon en alleen door deze persoon tegenover een bepaalde andere (rechts)persoon geldend kan worden gemaakt. Basis voor persoonlijke rechten is vaak een overeenkomst. In de praktijk betekent dit verschil, dat als er een zakelijk recht op een grondstuk is gevestigd, de nieuwe eigenaar van de grond het recht moet dulden. Maakte de oude eigenaar van het grondstuk een afspraak met de buurvrouw dat zij tuinafval op het grondstuk mag uitrijden, hoeft de nieuwe eigenaar van het grondstuk dat niet te dulden.

### Gesloten stelsel
Zakelijke rechten bestaan enkel in zoverre er een wettelijke basis voor bestaat, dat wil zeggen dat het recht moet zijn genoemd in een wettelijke regeling. Dit heet het numerus clausus-beginsel van het zakenrecht, ofwel het gesloten stelsel van zakelijke rechten. Het gevolg daarvan is dat het (rechts)personen niet vrijstaat om bij afspraak of schriftelijke overeenkomst nieuwe zakelijke recht te scheppen. Een principe dat ook geldt in bijvoorbeeld het Nederlands Rechtspersonenrecht en testamentair erfrecht.

## Volledig recht en beperkte rechten
Het meest volledige zakelijk recht is de eigendom, wat de absolute zeggenschap over een zaak inhoudt en in de Europese Unie als een van de grondrechten geldt. Daarnaast bestaan er ook beperkte zakelijke rechten. Een beperkt recht is een recht dat is afgeleid uit een meer omvattend recht, dat met het beperkte recht is bezwaard.
Degene aan wie een zelfstandig en overdraagbaar recht toekomt, kan binnen de grenzen van dat recht de in de wet genoemde beperkte rechten vestigen. Hij kan ook zijn recht onder voorbehoud van een zodanig beperkt recht overdragen, mits hij de voorschriften zowel voor overdracht van een zodanig goed, als voor vestiging van een zodanig beperkt recht in acht neemt.
Men spreekt van het vestigen van een bepaald recht op een bepaald goed ten behoeve van een bepaald persoon.

### Beperkte rechten
Beperkte rechten gaan teniet door:
- het tenietgaan van het recht waaruit het beperkte recht is afgeleid
- verloop van de tijd waarvoor, of de vervulling van de ontbindende voorwaarde waaronder het beperkte recht is gevestigd
- afstand
- opzegging, indien de bevoegdheid daartoe bij de wet of bij de vestiging van het recht aan de hoofdgerechtigde, aan de beperkt gerechtigde of aan beiden is toegekend
- vermenging

Afstand en vermenging werken niet ten nadele van hen die op het tenietgaande beperkte recht op hun beurt een beperkt recht hebben.
De beperkte rechten kunnen daarnaast onderverdeeld worden in gebruiksrechten (genotsrechten) en zekerheidsrechten.
Gebruiksrechten geven een recht om op een bepaalde manier van het goed van een ander gebruik te maken. Zekerheidsrechten dienen ter zekerheid van een geldvordering. Dit houdt in dat wanneer een geldvordering oninbaar is geworden door bijvoorbeeld faillissement, de houder van het zekerheidsrecht zich kan verhalen op de zaak waar het recht op rust. Pand en hypotheek zijn zekerheidsrechten die in de meeste rechtsstelsels te vinden zijn.

#### Nederland
Het recht van pand en het recht van hypotheek zijn beperkte rechten, strekkende om op de daaraan onderworpen goederen een vordering tot voldoening van een geldsom bij voorrang boven andere schuldeisers te verhalen. Is het recht op een registergoed gevestigd, dan is het een recht van hypotheek; is het recht op een ander goed gevestigd, dan is het een recht van pand.
Op alle goederen die voor overdracht vatbaar zijn, kan een recht van pand hetzij van hypotheek worden gevestigd.
Het kan zowel gaan om een vordering op de pand- of hypotheekgever zelf als een vordering op een ander.

## Zelfstandige en afhankelijke rechten
Hierbij horen eigendomsrecht, mede-eigendom, recht van vruchtgebruik, recht van gebruik en recht van bewoning, erfdienstbaarheden, erfpacht en recht van opstal. Recht van pand en recht van hypotheek zijn wat men zakelijke zekerheidsrechten noemt en vallen onder hetzelfde regime als de zakelijke rechten. Sommige zakelijke rechten kunnen daarentegen accessoir gevestigd worden, wat wil zeggen afhankelijk van een ander recht. Dit houdt twee dingen in:
- Ten eerste dat het recht niet afzonderlijk van het hoofdrecht kan worden overgedragen. Een pandhouder kan de vordering die hij heeft op grond van zijn pandrecht niet overdragen zonder de geldvordering waartoe deze tot zekerheid dient over te dragen.
- Ten tweede dat wanneer het hoofdrecht tenietgaat, het afhankelijke recht ook teniet gaat.[2] Een pandrecht en een hypotheekrecht zijn altijd accessoir. Dat betekent dat wanneer de geldvordering waar zij tot zekerheid toe dienden is voldaan, het zekerheidsrecht van rechtswege tenietgaat.

## Zakelijke rechten binnen het Nederlands recht
In Nederland werd tot de invoering van het nieuwe vermogensrecht in 1992 het Burgerlijk Recht verdeeld in het zakenrecht en het verbintenissenrecht. Bij de invoering van boek 3, 5 en 6 is het zakenrecht vernoemd tot goederenrecht. Boek 5 van het BW, waarin het zakelijk recht voornamelijk is geregeld zou dan ook eigenlijk als titel moeten hebben goederenrechtelijk recht.
Zakelijke rechten maken binnen het Nederlandse recht deel uit van het goederenrecht, dat een onderdeel vormt van het civiele vermogensrecht. Boek 5 van het Burgerlijk Wetboek (BW) heeft als titel Zakelijke rechten. Sommige zakelijke rechten worden echter al in Boek 3 behandeld.
Boek 5 is als volgt ingedeeld:
- Titel 1. Eigendom in het algemeen
- Titel 2. Eigendom van roerende zaken
- Titel 3. Eigendom van onroerende zaken
- Titel 4. Bevoegdheden en verplichtingen van eigenaars van naburige erven
- Titel 5. Mandeligheid
- Titel 6. Erfdienstbaarheden
- Titel 7. Erfpacht
- Titel 8. Opstal
- Titel 9. Appartementsrechten

Beklemrecht kan niet meer worden gevestigd en staat niet in het huidige BW, maar blijft voor oude gevallen bestaan. Dit staat in de Overgangswet nieuw Burgerlijk Wetboek.
| Schema Nederlands vermogensrecht                       | Schema Nederlands vermogensrecht                               | Schema Nederlands vermogensrecht                                                                                    | Schema Nederlands vermogensrecht                                                                             | Schema Nederlands vermogensrecht                                                            | Schema Nederlands vermogensrecht                                                            | Schema Nederlands vermogensrecht                                                            | Schema Nederlands vermogensrecht                                                            |
| ------------------------------------------------------ | -------------------------------------------------------------- | --- | --- | ------------------------------------------------------------------------------------------- | ------------------------------------------------------------------------------------------- | ------------------------------------------------------------------------------------------- | ------------------------------------------------------------------------------------------- |
| (excl. erfrecht, Boek 4 BW)                            |                                                                | | |                                                                                             |                                                                                             |                                                                                             |                                                                                             |
| ABSOLUTE OF EXCLUSIEVE RECHTEN : (gelden jegens allen) | ABSOLUTE OF EXCLUSIEVE RECHTEN : (gelden jegens allen)         | ABSOLUTE OF EXCLUSIEVE RECHTEN : (gelden jegens allen)                                                              | ABSOLUTE OF EXCLUSIEVE RECHTEN : (gelden jegens allen)                                                       | RELATIEVE OF PERSOONLIJKE RECHTEN : (vorderingsrechten) (gelden slechts jegens wederpartij) | RELATIEVE OF PERSOONLIJKE RECHTEN : (vorderingsrechten) (gelden slechts jegens wederpartij) | RELATIEVE OF PERSOONLIJKE RECHTEN : (vorderingsrechten) (gelden slechts jegens wederpartij) | RELATIEVE OF PERSOONLIJKE RECHTEN : (vorderingsrechten) (gelden slechts jegens wederpartij) |
| GOEDERENRECHT                                          | GOEDERENRECHT                                                  | GOEDERENRECHT | RECHTEN op VOORTBRENGSELEN VAN DE MENSELIJKE GEEST (gepland voor Boek 9 BW) auteursrecht, octrooirecht, enz. | VERBINTENISSENRECHT (Boek 6 en 7 BW)                                                        | VERBINTENISSENRECHT (Boek 6 en 7 BW)                                                        | VERBINTENISSENRECHT (Boek 6 en 7 BW)                                                        | VERBINTENISSENRECHT (Boek 6 en 7 BW)                                                        |
| Zakelijke rechten (Boek 5 BW)                          | Zakelijke rechten (Boek 5 BW)                                  | Rechten op (absolute en relatieve) vermogensrechten Dit kunnen ook rechten zijn op vorderingsrechten! aandeel, enz. | RECHTEN op VOORTBRENGSELEN VAN DE MENSELIJKE GEEST (gepland voor Boek 9 BW) auteursrecht, octrooirecht, enz. | Verbintenisscheppende overeenkomsten                                                        | Verbintenisscheppende overeenkomsten                                                        | Verbintenissen uit de wet                                                                   | Verbintenissen uit de wet                                                                   |
| Volledig recht op een zaak eigendom                    | Beperkt recht op een zaak erfpacht, mandeligheid, opstal, enz. | Rechten op (absolute en relatieve) vermogensrechten Dit kunnen ook rechten zijn op vorderingsrechten! aandeel, enz. | RECHTEN op VOORTBRENGSELEN VAN DE MENSELIJKE GEEST (gepland voor Boek 9 BW) auteursrecht, octrooirecht, enz. | Eenzijdige overeenkomst schenking, enz.                                                     | Meerzijdige overeenkomst ruil, koop, huur, enz.                                             | Onrechtmatige daad (Boek 6 BW, titel 3)                                                     | Rechtmatige daad zaakwaarneming, ongerechtvaardigde verrijking, onverschuldigde betaling    |

### Eigendom
Het belangrijkste en zakelijke recht is eigendom. Het wordt in de wet gedefinieerd als het meest omvattende recht dat een persoon op een zaak kan hebben. Vanwege het belang van dit recht geeft de wet een zeer uitgebreide regeling voor de inhoud van het recht, de bevoegdheden van de eigenaar en de wijze waarop eigendom verkregen wordt. In de systematiek van het Nederlandse BW hoort dit laatste bij het algemene deel van het vermogensrecht en is daarom geregeld in Boek 3.
De algemene regels van de eigendom zijn van overeenkomstige toepassing op vermogensrechten, alleen spreekt men dan niet van eigenaar, maar van rechthebbende.

### Mandeligheid
Mandeligheid is een speciale vorm van gemeenschap (mede-eigendom) tussen de eigenaren van twee of meer verschillende erven. Het onderscheidt zich op twee manieren van normaal mede-eigendom. Ten eerste doordat verdeling van de gemeenschap niet gevorderd kan worden. Ten tweede doordat het aandeel niet los van de bijbehorende onroerende zaak overgedragen kan worden.

### Erfdienstbaarheid
Een erfdienstbaarheid is een last waar een onroerende zaak ten behoeve van een andere onroerende zaak is bezwaard. Een erfdienstbaarheid kan alleen een negatieve verplichting, een dulden, inhouden. Een voorbeeld: Ten behoeve van een onroerende zaak die niet direct bereikbaar is vanaf de openbare weg kan een erfdienstbaarheid worden gevestigd welke inhoudt dat de eigenaar van het achterliggende erf van het voorliggende erf gebruik mag maken om de openbare weg te bereiken.

### Erfpacht
Bij erfpacht heeft de houder van dit recht, de erfpachter, de bevoegdheid een onroerende zaak welke eigendom is van een ander, te houden en te gebruiken. Deze constructie heeft nut in de praktijk omdat aan een recht van erfpacht anders dan aan eigendom voorwaarden kunnen worden verbonden (zoals een vestiging voor een bepaalde tijd). De eigenaar wordt bloot eigenaar genoemd.
Intussen is het recht van erfpacht in Nederland een bron van problemen, omdat de banken de koper van een object waar particuliere erfpacht op rust niet willen financieren. Daardoor is zo'n object min of meer onverkoopbaar.

### Opstal
De wet gaat uit van het beginsel dat de eigenaar van de grond ook eigenaar is van alles wat op die grond gebouwd wordt. Dat kan doorbroken worden door het vestigen van een recht van opstal. Bij recht van opstal wordt de verticale natrekking van het eigendom doorbroken zodat iemand een zaak in eigendom kan hebben boven iemand anders zijn grond. Voorbeelden hiervan zijn een schuur op iemands terrein of een loopbrug tussen gebouwen over een openbare weg. De eigenaar wordt bloot eigenaar genoemd.

### Vruchtgebruik, recht van gebruik en bewoning
Vruchtgebruik houdt in dat de vruchtgebruiker het recht heeft een goed dat aan een ander toebehoort, te gebruiken en daarvan de vruchten te genieten (artikel 3:201 BW). De eigenaar wordt bloot eigenaar genoemd.
Een vruchtgebruik zou bijvoorbeeld gevestigd kunnen worden op een auto. In dat geval heeft de vruchtgebruiker het recht de auto te gebruiken.
Vruchtgebruik is alleen een zakelijk recht als het gevestigd is op een zaak. Een vruchtgebruik kan ook gevestigd worden op een niet-zaak, zoals bijvoorbeeld een geldvordering, in welk geval de vruchtgebruiker recht heeft op de rente. Omdat vruchtgebruik zowel op zaken als niet-zaken gevestigd kan worden is het geregeld in boek 3 in plaats van boek 5 van het Burgerlijk Wetboek.
Bij het zakelijke recht van gebruik en bewoning heeft de rechthebbende het recht om de betreffende woning, die een ander in eigendom toebehoort te bewonen. Voor dit recht kan de eigenaar een gebruiksvergoeding bedingen. Op het eerste gezicht voldoet de overeenkomst dan aan de definitie van een huurovereenkomst. Het verschil met de huurovereenkomst wordt onder andere gevormd door het feit dat een recht van gebruik en bewoning, als species van het vruchtgebruik, moet worden gevestigd terwijl een huurovereenkomst eenvoudigweg kan worden overeengekomen. Verder is het bij het recht van gebruik en bewoning zo dat wanneer de gebruiker de woning metterwoon verlaat, het recht komt te vervallen. Ook is het recht van gebruik en bewoning niet overdraagbaar.

### Appartementsrecht
Een appartementsrecht is een constructie op basis van mede-eigendom en een exclusief gebruiksrecht. Het houdt in dat de houder van een appartementsrecht een aandeel heeft in de gesplitste zaak en de bevoegdheid om uitsluitend gebruik te maken van gedeelten die naar hun aard geschikt moeten zijn voor afzonderlijk gebruik. Omdat het op basis van overeenkomst en een combinatie van andere zakelijke rechten geconstrueerd kan worden is het de vraag of men hier wel van een afzonderlijk zakelijk recht moet spreken. Omdat dit echter een veel voorkomende rechtsfiguur is heeft de wetgever, in het belang van het economisch verkeer en de rechtszekerheid, gespecificeerd wat in beginsel begrepen moet worden onder de term appartementsrecht.

### Pand en hypotheek
Pand en hypotheek zijn zekerheidsrechten, zie aldaar.

## Oude zakelijke rechten
Naast de zakelijk rechten die in de wet geregeld worden bestaan er in Nederland nog een aantal zogeheten oude zakelijke rechten die vaak al een eeuwenoude geschiedenis hebben. Deze zijn bekend onder namen als 'tiende penning' of 'dertiende penning'. Een dergelijk recht houdt in dat de rechthebbende bijvoorbeeld bij iedere verkoop van de zaak die met het recht belast is aanspraak heeft op een bepaald bedrag, de penning. Deze rechten kunnen niet meer gevestigd worden. Te verwachten valt daarom dat ze uiteindelijk zullen uitsterven.

De tiende penning komt vooral voor in het noorden, met name in Groningen en gemeentes in Friesland en Drenthe bij de grens met Groningen. 

De dertiende penning komt voor in het ontgonnen veengebied tussen Abcoude en Woerden met de gemeenten Vinkeveen, Abcoude, Baambrugge, Loenen aan de Vecht en Kamerik. Bij wet van 1984 is de 'dertiende penning' voor een periode van 30 jaar van 7% naar 11% verhoogd, en is direct daarna, per 1 januari 2015, vervallen. Op deze manier kregen de rechthebbenden een compensatie voor de aanstaande afschaffing.
Een ander oud recht is het 'beklemrecht'.